# Charles Deruyter
Pour les articles homonymes, voir Deruyter.
Charles Deruyter, né le 27 janvier 1890 à Wattrelos en France et mort le 25 janvier 1955 à Saint-Servais, est un coureur cycliste belge. Il est professionnel de 1911 à 1925. 

## Palmarès sur route

### Par année
- 1909
  - Bruxelles-Bruges
  - 6e de Liège-Bastogne-Liège
- 1910
  - 2e étape du Tour de Belgique amateurs
  - 2e de Bruxelles-Liège
- 1911
  - 2e de Paris-Menin
- 1912
  - 2e de Paris-Tours
  - 7e de Paris-Roubaix
- 1913
  - 2e de Paris-Roubaix
  - 7e de Bordeaux-Paris
- 1916
  - Paris-Orléans
- 1917
  - Tours-Paris
  - 3e de Trouville-Paris
- 1919
  - Circuit des Champs de Bataille : 
    - Classement général
    - 3e, 4e et 7e étapes
- 1923
  - 2e du Tour des Flandres
  - 7e de Paris-Roubaix

### Résultats sur le Tour de France
1 participation
- 1912 : 16e

## Palmarès sur piste
- 1911
  - 3e du championnat de Belgique de demi-fond
- 1920
  - 2e des Six jours de Bruxelles
  - 7e des Six jours de New York (avec Émile Aerts)
- 1921
  - Six jours de Bruxelles (avec Marcel Berthet)
  - 5e des Six jours de New York (avec Piet van Kempen)
- 1922
  - 3e des Six jours de New York (avec Maurice Brocco)
- 1924
  - 3e des Six jours de Paris
  - 3e des Six jours de Paris avec Pierre Sergent
- 1927
  - Prix Hourlier-Comès (avec Georges Peyrode)